# Sojus 15

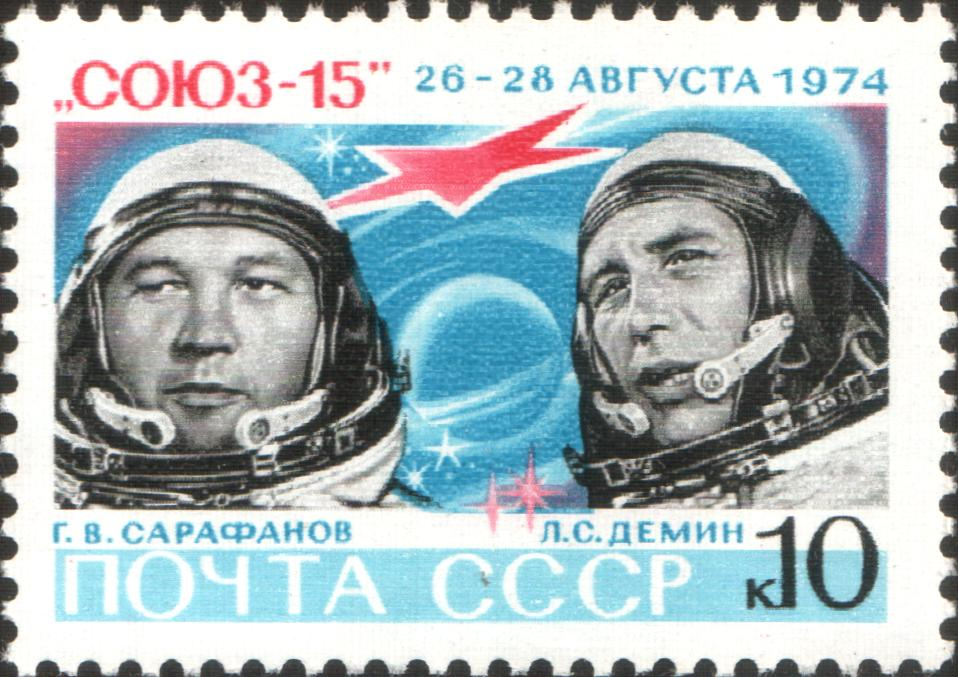
Gennadi Wassiljewitsch Sarafanow (links) und Lew Stepanowitsch Djomin (sowjetische Briefmarke, 1974)

Sojus 15 ist die Missionsbezeichnung für den am 26. August 1974 gestarteten Flug eines sowjetischen Sojus-Raumschiffs. Es war der 30. Flug im sowjetischen Sojusprogramm und sollte der zweite Besuch eines Sojus-Raumschiffs bei der militärisch genutzten sowjetischen Raumstation Saljut 3 (ALMAZ 2) werden. Wegen Fehlfunktionen des automatischen Kopplungssystems gelang die Kopplung nicht und der Flug musste abgebrochen werden. Zuvor waren nach der Landung von Sojus 14 mit Kosmos 670 und Kosmos 672 zwei Modifikationen des Sojus-Raumschiffs auf unbemannten Erprobungsflügen getestet worden.

## Besatzung

### Hauptbesatzung
- Gennadi Wassiljewitsch Sarafanow (1. Raumflug), Kommandant
- Lew Stepanowitsch Djomin (1. Raumflug), Bordingenieur

Djomin und Sarafanow waren zuvor Ersatzmannschaft für Sojus 14.

### Ersatzmannschaft
- Boris Walentinowitsch Wolynow, Kommandant
- Witali Michailowitsch Scholobow, Bordingenieur

Die Unterstützungsmannschaft bestand aus Wjatscheslaw Sudow und Waleri Roschdestwenski.

## Missionsüberblick
Geplant war die Fortsetzung der Arbeiten mit der Station Saljut 3/Almaz 2. Das Raumschiff näherte sich zuerst plangemäß unter Nutzung des automatischen Dockingsystems Igla der Station bis auf rund 300 m. Dann wechselte das System jedoch nicht in die Sequenz zur Endannäherung, sondern schaltete in einen Modus, der den Anflug normalerweise aus ca. drei Kilometer Entfernung kontrolliert. Es beschleunigte das Raumschiff auf eine Relativgeschwindigkeit zu Saljut 3 von bis zu 72 km/h. Mit dieser Relativgeschwindigkeit flog Sojus 15 in nur 40 m Entfernung an der Station vorbei. Insgesamt erfolgten drei automatische Anflüge. Danach verblieb nur noch genug Treibstoff, um die Rückkehr zur Erde sicherzustellen. Der Flug musste bereits nach zwei Tagen beendet werden.

## Auswirkungen
Da das Kopplungssystem des Sojus-Raumschiffes überarbeitet werden musste, konnte Saljut 3 nicht mehr bemannt werden. Der nächste geplante Raumflug, Sojus 16 mit Wolynow und Scholobow wurde abgesagt. Stattdessen flog als nächstes Raumschiff im Dezember 1974 eine Version, die mit einem Kopplungsmechanismus für das Apollo-Sojus-Projekt ausgerüstet war. Im Januar 1975 konnte mit Saljut 4 der Raumstationsbetrieb fortgesetzt werden. Da es sich im Gegensatz zu Saljut 3 um eine zivile Station handelte, mussten Wolynow und Scholobow mit ihrem Einsatz zwei Jahre bis zur nächsten militärischen Station (Saljut 5) warten.